# Groupe Apicil
 (août 2014).
Le Groupe Apicil est un groupe français de protection sociale complémentaire à but non lucratif fondé en 1938. Entre 1965 et février 2024, son siège social se situait à Caluire-et-Cuire. Le siège est désormais situé à Lyon dans le 3e arrondissement dans la tour Apicil (ToLyon) depuis le mois de mars 2024. Il est le troisième groupe de protection sociale en France. Son mode de gouvernance est paritaire et mutualiste,.

## Historique
Georges Villiers fonde en 1938 l'Association Métallurgique Prévoyance (abrégée AMP) afin d’offrir au secteur de l’industrie métallurgique, un contrat d’assurance collective. Ce contrat garantit un certain nombre de gros risques, intègre une retraite par capitalisation et, en tant qu’association loi de 1901, assure directement le remboursement partiel des frais médicaux, chirurgicaux, pharmaceutiques et cliniques[réf. souhaitée].
En 1947, à la suite de la création de la Sécurité sociale en 1945, l’AMP devient APICIL (Association de prévoyance interprofessionnelle des cadres et ingénieurs de la région lyonnaise), ce sont les chefs d’entreprises de la région, menés par Georges Villiers qui poussent à ce changement, en même temps qu’APICIL s’ouvre aux autres professions. Dès sa création, l’association se fonde sur un principe mutualiste et paritaire, afin d’affirmer sa différence[non neutre].
APICIL crée en 1956 l'Association de retraites complémentaires pour l’industrie et le commerce lyonnais (abrégée ARCIL), un régime dédié aux salariés non-cadres.

## Mode de fonctionnement
Les institutions et les mutuelles qui composent le Groupe Apicil sont toutes à but non lucratif, sans actionnaires. La gouvernance est donc paritaire et mutualiste. Elles sont administrées par les représentants des salariés du groupe, mais aussi par ceux des entreprises adhérentes et des particuliers.

## Sponsoring sportif

### Voile et rugby
Depuis 2018, le Groupe APICIL sponsorise le skipper français Damien Seguin. Il est le premier skipper handisport de l'histoire au départ d'un Vendée Globe, celui de 2020, qu'il termine 7e, à bord de l'Imoca Groupe Apicil. En 2025 Apicil devient partenaire de la fédération française de rugby et de la champions cup[source secondaire souhaitée].